# USNS Mercy
La USNS Mercy (T-AH-19) è una nave ospedale della United States Navy.